# Seseli grubovii
Seseli grubovii är en flockblommig växtart som beskrevs av V.M.Vinogr. och Sanchir. Seseli grubovii ingår i släktet säfferötter, och familjen flockblommiga växter. Inga underarter finns listade i Catalogue of Life.